# Danae (fregata)
La Danae (in francese Danaé) è stata una fregata francese della classe Consolante varata nel 1807.

## Storia
La Danae faceva parte della flotta franco-veneta che, al comando del capitano di vascello Bernard Dubourdieu, era salpata da Ancona l'11 marzo 1811 per attaccare la base militare inglese di Lissa (isola) Lissa. La spedizione ebbe termine il 13 marzo con la battaglia di Lissa, che vide le navi di Dubourdieu sconfitte dalla squadra britannica comandata da William Hoste.
Danneggiata durante lo scontro dalla HMS Volange, la Danae fu costretta a riparare nel porto di Lesina assieme alle altre navi della flotta scampate alla cattura.
L'anno successivo, nella notte fra il 4 e il 5 settembre 1812, affondò con tutto l'equipaggio nel porto di Trieste a causa di un'esplosione. 

L'episodio viene così raccontato nelle cronache dell'epoca:
«Tragico avvenimento successe la notte de' 5 settembre in questo porto. Eravi stazionata di rimpetto al molo di S. Carlo una fregata francese denominata la Danae, avente di equipaggio 200 persone. La sera il suo comandante dopo il teatro, portatosi al detto molo, diede segno per essere levato colla lancia e trasportato a bordo. Appena giunto nella sua camera, intanto che uno de' marinaj assicurava la lancia, prese fuoco al conservatorio della polvere, chiamato comunemente Santa Barbara. Al momento dell'esplosione, la fregata nell'abbassarsi premé con sì violento moto il mare da cui era circondata, che questo si alz fino a cuoprire il molo di S. Carlo, quindi rialzatasi con grand'impeto saltò in aria a pezzi, traendosi seco in quella regione tutto l'equipaggio. Nel momento che tutto stava ardente in aria, sentissi un confuso grido universale; ma appena ricaduto nelle acque, ne successe un cupo silenzio. Tutti perirono, ad eccezione di quello che rimasto erasi a fermare la lancia, il quale anch'esso restò ferito in una coscia, che poi trasferito all'ospedale militare ne guarì. L'esplosione stessa cagionò un tuono orrendo, e tanto fiero fu l'effetto del colpo d'aria, che ruppe non solo le invetriate di tutte le case vicine e distanti del porto; ma ebbe l'attività di aprire molte porte di magazzini molto ben chiusi con catenacci, e fendere molte case in diverse parti. Alcuni de' pezzi della fregata saltarono in terra, ed uno ben grande saltò sul tetto del Teatro nuovo. La mattina seguente furono impiegate molte barche per raccogliere i pezzi de' cadaveri sparsi per la rada, molti de' quali furono rinvenuti in vicinanza di Barcola, ov'è la chiesa di san Bartolommeo, ed eranvi fra questi anche delle donne».